# Kotasaari (ö i Kymmenedalen)
Kotasaari är en ö i Finland. Den ligger i sjön Kirkkojärvi och i kommunen Fredrikshamn i den ekonomiska regionen  Kotka-Fredrikshamn  och landskapet Kymmenedalen, i den södra delen av landet, 130 km öster om huvudstaden Helsingfors. Öns area är 3,5 hektar och dess största längd är 310 meter i nord-sydlig riktning.